# クイックジャパン
クイックジャパン株式会社は、東京都中央区に本社を置くクエン酸を中心とする食品・飲料のメーカー。

## 概要
- 本社所在地　東京都中央区銀座6-4-16